# Kao spray
Kao spray je kompilacija sastava Novi fosili.

## Popis pjesama
1. "Najdraže moje"
2. "Jesam li ta"
3. "Mi smo zakon"
4. "Mom vojniku"
5. "Popraviti proslost nije lako"
6. "Najdraze moje (Club Mix)"
7. "Kao spray"